# Liste der Stolpersteine in Saint-Josse-ten-Noode/Sint-Joost-ten-Node

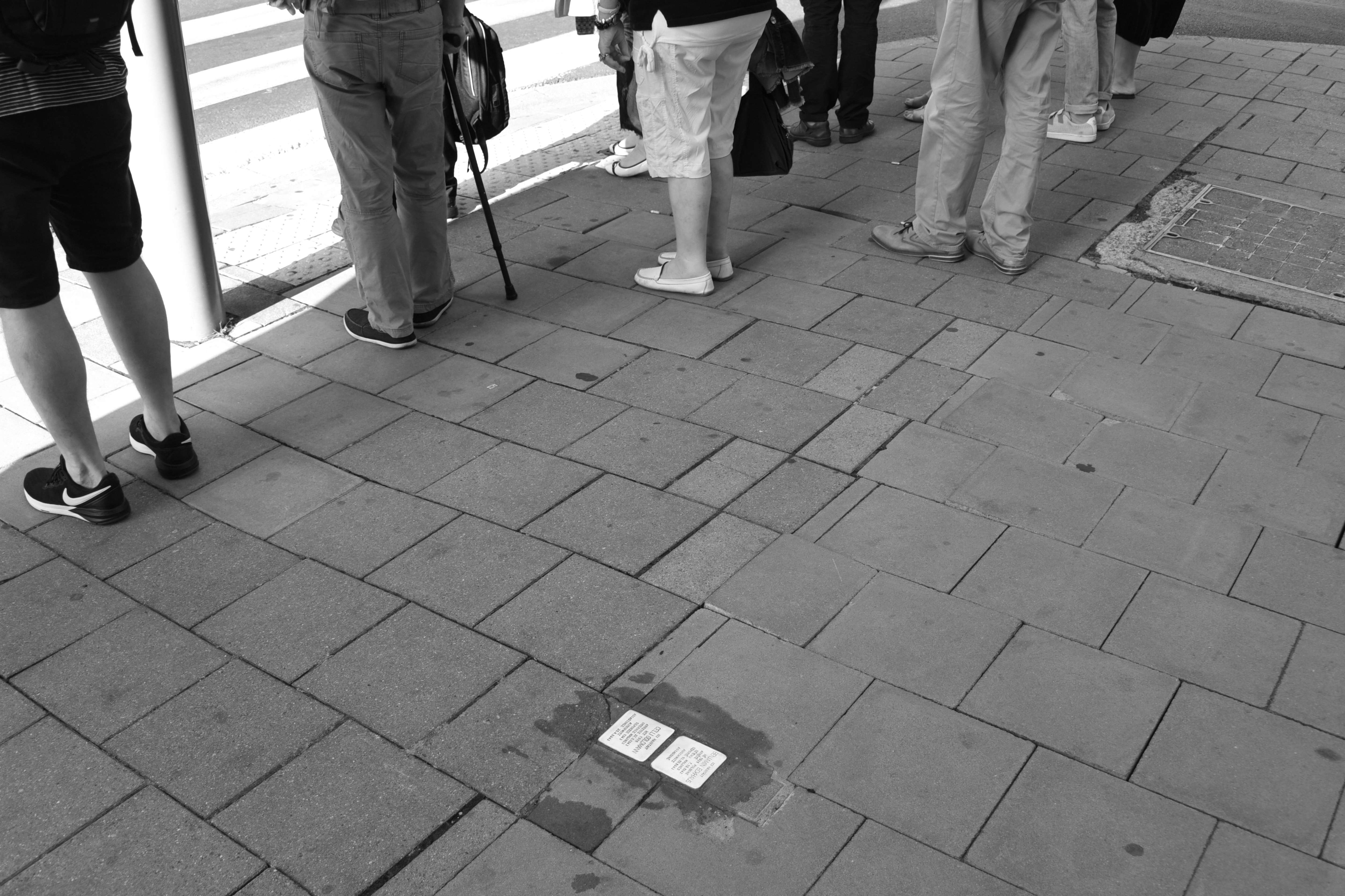
Stolpersteine in Saint-Josse-ten-Noode

Die Liste der Stolpersteine in Saint-Josse-ten-Noode/Sint-Joost-ten-Node umfasst jene Stolpersteine, die vom Kölner Künstler Gunter Demnig in der belgischen Gemeinde Saint-Josse-ten-Noode/Sint-Joost-ten-Node verlegt wurden. Saint-Josse-ten-Noode (französisch) oder Sint-Joost-ten-Node (niederländisch) ist eine von 19 Gemeinden der zweisprachigen Region Brüssel-Hauptstadt. Stolpersteine erinnern an das Schicksal von Menschen aus dieser Region, die von Nationalsozialisten ermordet, deportiert, vertrieben oder in den Suizid getrieben worden sind. Sie wurden von Gunter Demnig im Regelfall vor dem letzten selbstgewählten Wohnort des Opfers verlegt.

## Liste der Stolpersteine
Verlegt wurden vier Stolpersteine an drei Adressen.
| Stolperstein | Übersetzung | Verlegeort                                                                  | Name, Leben |
| ------------ | --- | --------------------------------------------------------------------------- | --- |
|              | HIER WOHNTE BENJAMIN ECKHAUS GEBOREN 1901 POLEN VERHAFTET 7.10.1942 INTERNIERT IN MECHELEN DEPORTIERT 10.10.1942 AUSCHWITZ ERMORDET | Boulevard Roi Albert II 27 (vormals: Rue du Marché 130)                     | Benjamin Eckhaus wurde am 15. Mai 1901 in Czernowitz, damals Österreich-Ungarn, geboren. Seine Eltern waren Simon Eckhaus und Bessia, geborene Lipwornik. Er war verheiratet mit Celli Goldmann, das Paar hatte zwei Töchter und einen Sohn. Eckhaus war Handelsvertreter. Am 7. Oktober 1942 wurde er verhaftet und im Sammellager Mechelen interniert. Drei Tage später wurde er mit dem Transport XIII in das Vernichtungslager Auschwitz deportiert. Benjamin Eckhaus hat die Shoah nicht überlebt. Seine Ehefrau wurde ebenfalls in Auschwitz ermordet. Alle drei Kinder konnten versteckt überleben, sein Sohn Charles J. Kane lebte 1978 in Puerto Rico. |
|              | HIER WOHNTE CELLI GOLDMANN GEBOREN 1916 VERHAFTET 22.1.1943 INTERNIERT IN MECHELEN DEPORTIERT 1943 AUSCHWITZ ERMORDET 21.4.1943     | Boulevard Roi Albert II 27 (vormals: Rue du Marché 130)                     | Celli Goldmann wurde am 2. Mai 1916 in Esch sur Alzette geboren. Ihre Eltern waren Icek Goldmann und Laja, geborene Sztatlender. Sie war Kauffrau und verheiratet mit Benjamin Eckhaus, das Paar hatte zwei Töchter und einen Sohn. Am 22. Januar 1943 wurde Goldmann verhaftet und im Sammellager Mechelen interniert. Von dort wurde sie mit dem Transport XX in das KZ Auschwitz-Birkenau deportiert. Celli Goldmann wurde dort am 21. April 1943 ermordet. Ihr Ehemann war bereits ein Jahr zuvor verhaftet und nach Auschwitz deportiert worden, auch er wurde ermordet. Alle drei Kinder konnten versteckt überleben. |
|              | HIER WOHNTE PAULETTE HEBER GEBOREN 1929 POLEN VERSTECKT IN IZIEU 1943 ÜBERLEBENDE                                                   | Rue Cornet de Grez 14                                                       | Paulette Heber, genannt Pnina, wurde 1929 in Belgien geboren. Ihre Eltern stammte aus Polen. 1940, nachdem Belgien von Hitlerdeutschland überfallen worden war, flüchtete die Familie nach Frankreich, ihr Vater arbeitete dort auf einem Bauernhof. Im August 1942 rückte die Gendarmerie aus um die Familie zu verhaften, weil sie Juden waren. Paulette und ihre Mutter konnten flüchten, ihr Vater wurde verhaftet und im Sammellager Drancy interniert. Paulette Heber und ihre Mutter wurden während der Flucht getrennt. Ihre Mutter kehrte nach Belgien zurück und versteckte sich dort. Paulette Heber kam in Obhut des Kinderhilfswerkes Œuvre de secours aux enfants (OSE) und wurde in einem Kloster versteckt. Von 7. Juni 1943 bis 8. November 1943 war sie im Kinderheim von Izieu untergebracht. Rechtzeitig vor Verhaftung der Kinder und Betreuer von Izieu am 6. April 1944 durch SS-Mannschaften konnte sich das nunmehr 14-jährige Mädchen in Sicherheit bringen. Sie und ihre Mutter konnten die Shoah überlebten, ihr Vater hingegen wurde in das Vernichtungslager Auschwitz deportiert und ermordet. 1945 emigrierte Paulette Heber nach Palästina. Sie kam mit Hilfe der Kinder- und Jugend-Alijah nach Kfar Ruppin, in einen Kibbuz im Norden des heutigen Israel. Sie heiratete, ihr Ehemann war ebenfalls Shoah-Überlebender. Im Alter von 19 Jahren bekam sie einen Sohn. Die kleine Familie übersiedelte nach Cholon, wo sich ihr Ehemann zum Sozialarbeiter ausbilden ließ und sie sich zur Kindergärtnerin. Aus einer zweiten Ehe stammt eine Tochter. In späten Jahren übersiedelte Paulette Heber nach Sde Boker, in einen Kibbuz im Süden des Landes, zur Familie ihres Sohnes.                                                 |
|              | HIER WOHNTE MAURICE REYGAERTS GEBOREN 1903 IM WIDERSTAND VERHAFTET 16.7.1943 BREENDONK FÜSILIERT 28.2.1944 TIR NATIONAL             | Place Charles Rogier (am Eingang zum Hotel DoubleTree, ehemals Crown Plaza) | Maurice Reygaerts wurde am 3. Januar 1903 in Enghien geboren. Er arbeitete im Hotel Le Mondial und heiratete Maria Hermans, geboren am 5. Dezember 1904 in Puurs in der Provinz Antwerpen. Die Hochzeit fand am 7. Januar 1930 in Saint-Gilles statt. Das Paar bekam eine Tochter, Hélène. Nach der Besetzung Belgiens durch Hitlerdeutschland betätigte Reygaerts sich im Widerstand. In dem Hotel, in dem er arbeitete, versteckte er Untergrundzeitschriften und verteilte sie – je nach Publikation zwischen 20 und 1.200 Exemplare. Es handelte sich um die Titel La Libre Belgique, La Voix des Belges und Vrij. Am 16. Juli 1943 wurde er in seiner Wohnung in St. Josse-ten-Noode verhaftet, des „aktiven Terrorismus“ beschuldigt und zuerst im Gefängnis von Saint-Gilles, später in Breendonk inhaftiert. Laut deutschen Behörden soll er seine Kameraden im Widerstand mit 40 kg Dynamit und Schusswaffen versorgt haben. Es kam jedoch zu keinem Prozess. Am 13. März 1944 verschickte Jan Grauls, NS-loyaler Bürgermeister der Stadt Brüssel, ein Schreiben an seine Ehefrau: „Meine Dame, gemäß den Anweisungen der deutschen Behörden habe ich die schmerzliche Pflicht Ihnen mitteilen zu müssen, dass Ihr Mann am 28. Februar 1944 in Breendonk hingerichtet wurde. Ich muss Ihnen weiters mitteilen, dass die vom Verstorbenen hinterlassenen Gegenstände bei der Feldoberkommandantur, Place du Trône, 1, Raum 34, 2. Stock, abgeholt werden können.“ Maurice Reygaerts war gemeinsam mit 19 weiteren Häftlingen im Rahmen einer Vergeltungsmaßnahme der Besatzer wegen Sprengstoffanschlägen der Résistance standrechtlich erschossen worden. Seine sterblichen Überreste wurden im Tir national in Schaerbeek (Grab 208, Reihe XI) bestattet. |

## Verlegedaten
Die Stolpersteine von Saint-Josse-ten-Noode wurden an folgenden Tagen verlegt:
- 3. August 2010: Boulevard Roi Albert II 27 (Celli Goldmann)
- 20. Juli 2011: Boulevard Roi Albert II 27 (Benjamin Eckhaus)
- 3. November 2015: Rue Cornet de Grez 14
- 10. Oktober 2019: Place Charles Rogier